# Arma-Tarḫunta
Arma-Tarḫunta war ein hoher hethitischer Würdenträger, der aus verschiedenen Quellen bekannt ist. Als höchste Funktion war er im Amt des Gouverneurs des Oberen Landes um 1280 v. Chr. tätig. Arma-Tarḫunta war mit dem Königshaus verwandt und war wahrscheinlich ein Neffe von König Šuppiluliuma I. Sein Vater war Zita. Aus zeitgenössischen Texten sind Streitigkeiten überliefert. Aus unbekannten Gründen sollte Arma-Tarḫunta aus seinem Amt entfernt werden. Großkönig Muwattalli II. setzte seinen Bruder Ḫattušili (der spätere Ḫattušili III.) in das Amt des Gouverneurs ein. Arma-Tarḫunta intrigierte daraufhin gegen Ḫattušili und ließ dem Großkönig Informationen zukommen, die dazu führten, dass es zu einer Gerichtsverhandlung gegen Ḫattušili kam. Ḫattušili überstand den Prozess mit einem Freispruch. Ḫattušili zog kurze Zeit später in den Krieg und kämpfte in der Schlacht bei Kadesch gegen die Ägypter. Zu dieser Zeit baute Arma-Tarḫunta seine Macht in der Heimat aus. Es wurde ihm vorgeworfen, die Hauptstadt des Oberen Landes, Šamuḫa verzaubert zu haben. Der Gebrauch von Zauber wurde als Schwerstverbrechen angesehen, das normalerweise mit dem Tode bestraft wurde. Wegen seines hohen Alters wurde er jedoch nicht zum Tode verurteilt. Seine Familie wurde nach Alašiya verbannt. Sein Besitz wurde beschlagnahmt.